# Fresnelova zóna

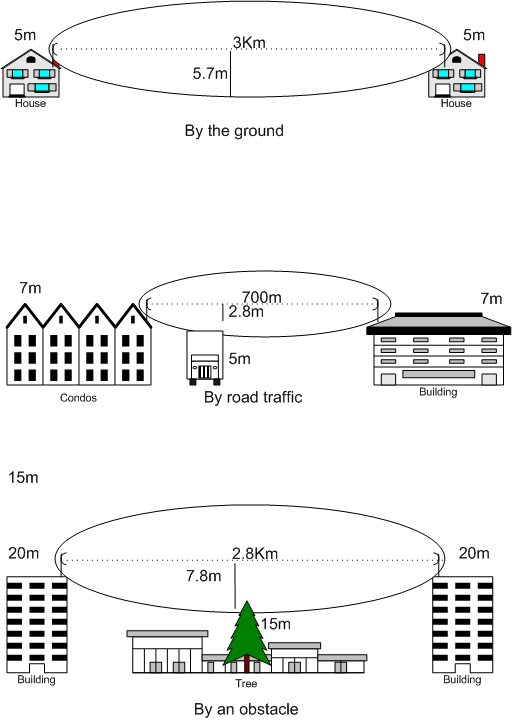
Několik příkladů narušení Fresnelových zón

Fresnelovy zóny (čti [frenelovy]) je sada konfokálních protáhlých elipsoidních oblastí prostoru mezi vysílačem a přijímačem a v jejich okolí pojmenovaných po fyzikovi Augustinu-Janu Fresnelovi. Jejich znalost je důležitá, protože překážky v první Fresnelově zóně a předměty způsobující odrazy v několika prvních sudých Fresnelových zónách negativně ovlivňují sílu a kvalitu signálu.
Primární vlna se od vysílače k přijímači šíří relativně přímočaře. Aberantní vysílané rádiové, zvukové nebo světelné vlny, které jsou vysílány ve stejnou dobu, mohou před dosažením přijímače projít mírně odlišnými cestami, zejména pokud jsou mezi nimi překážky nebo předměty, od kterých se vlnění odráží. Tyto vlny mohou dorazit k přijímači v mírně odlišných časech a aberantní vlna může dorazit mimo fázi s primární vlnou v důsledku rozdílné délky cesty. V závislosti na velikosti fázového rozdílu mezi oběma vlnami mohou vlny interferovat konstruktivně nebo destruktivně. Výpočet velikosti Fresnelovy zóny v závislosti na vzdálenosti od vysílače a přijímače může pomoci předpovědět, zda překážky nebo nespojitosti podél cesty nezpůsobí významný útlum signálu.

## Význam
Při jakémkoli přenosu vlnění mezi vysílačem a přijímačem se určitá část energie vyzáří mimo osu (mimo přímočarou spojnici mezi vysílačem a přijímačem). Toto vlnění se může odrážet od objektů v okolí trasy a pak dosáhnout přijímače. Přímé a odražené vlny tak projdou různě dlouhou trajektorií a mohou dospět do přijímače v různé fázi. Pokud je fázový rozdíl lichým násobkem 180°, dojde k destruktivní interferenci, kdy se odražené vlnění odčítá od vlnění, které přišlo přímou trajektorií. N-tá Fresnelova zóna je definována jako geometrické místo bodů v 3D prostoru takové, že trajektorie složená z úsečky z vysílače do příslušného bodu a z tohoto bodu do přijímače má délku větší o hodnotu mezi n-1 násobkem a n násobkem poloviny vlnové délky než přímočará trajektorie. V homogenním prostředí tvoří hranice těchto zón elipsoidy s ohnisky ve vysílači a přijímači (přesněji řečeno ve vysílací a přijímací anténě). Pro zajištění uspokojivého příjmu nesmí Fresnelovy zóny obsahovat významné množství překážek a předmětů, od nichž se vlnění odráží.
Závislost interference na předmětech uvnitř jednotlivých Fresnelových zón je příčinou efektu laťkového plotu (anglicky picket-fencing), kdy při pohybu vysílače nebo přijímače dochází ke kolísání síly signálu. Pokud síla signálu kolísá kolem prahu citlivosti přijímače, dochází k výpadkům spojení.
Fresnelovy zóny se vyskytují v optice, rádiových komunikacích, elektrodynamice, seismologii, akustice, při zachycování gravitačních vln a v dalších situacích, ve kterých se objevuje vlnění a vícecestné šíření. Výpočty Fresnelových zón se používají k předvídání, jak překážky poblíž trajektorie vlnění ovlivní přenos vlnění především v případě vysoce směrových systémů např. mikrovlnných systémů s parabolickými anténami. Přestože se intuitivně může zdát, že stačí přímá viditelnost mezi vysílačem a přijímačem, kvůli komplexní povaze rádiových vln mohou překážky zejména uvnitř první Fresnelovy zóny způsobit značné zeslabení signálu, i když tyto překážky neblokují zdánlivou přímou viditelnost signálu. Proto je dobré provést výpočet velikosti první neboli primární Fresnelovy zóny pro daný komunikační systém, což umožní rozhodnout, zda překážka, např. strom, nebude mít významný vliv na sílu signálu. Jednoduchým pravidlem je, že primární Fresnelova zóna by měla být v ideálním případě z 80 % bez překážek, ale musí být volná alespoň ze 60 %.

## Prostorové struktura

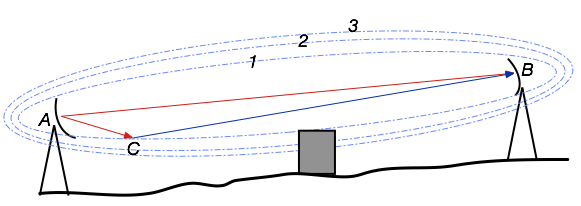
1. až 3. Fresnelova zóna a objekt, který zasahuje do první Fresnelovy zóny

Fresnelovy zóny (na obrázku označené 1, 2 a 3) jsou oblasti tvaru konfokálních protáhlých elipsoidů v prostoru, soustředěný okolo přímé přenosové trajektorie (úsečka AB na obrázku). První oblast tvoří elipsoidní prostor, kterým prochází přímá viditelnost signálu. Pokud se rozptýlené složky přenášeného signálu odrazí od objektů uvnitř této oblasti a pak dospěje k přijímací anténě, bude rozdíl trajektorií menší než čtvrtina délky vlny tedy fázový posuv bude menší než 90º. Takový signál bude mít kladný vliv na příjem, protože výsledkem bude silnější signál, než jaký by byl bez odrazu, a opožděný signál bude potenciálně soufázový (trajektorie ACB na obrázku). Samotný vliv fázového posunu bude minimální. Přínos tohoto odrazu také závisí na polarizaci signálu vzhledem k objektu.
Druhá Fresnelova zóna obklopuje první, ale oblast první Fresnelovy zóny do ní nepatří. Pokud se odrazný objekt nachází ve 2. zóně, odražené vlnění má kvůli delší trajektorii fázový posuv větší než 90º a menší než 270º, a bude mimo fázi. To je obecně nepříznivé. Ale opět to závisí na polarizaci. Použití stejné kruhové polarizace (například pravotočivé) na obou koncích, odstraní lichý počet odrazů (včetně jednoho).
3. oblast obklopuje 2. oblast a odražené vlny zachycené přijímačem budou mít stejný vliv jako vlny v 1. oblasti. Tj. sinusová (harmonická) vlna bude posunuta o více než 270º a méně než 450º (v ideálním případě bude mít posun 360º) a proto dospěje do přijímače se stejným posunem jako signál, který přišel z 1. oblasti. Když vlna odražená z této oblasti dospěje k přijímací anténě má potenciál být posunuta přesně o jednu vlnovou délku, kdy by byla přesně synchronizovaná s přímou vlnou.
4. oblast obklopuje 3. oblast a je podobná 2. oblasti. Atd.
Pokud se vlnění šíří mezi vysílačem a přijímačem bez překážek, bude se pohybovat relativně přímočaře od vysílače k přijímači. Pokud však existují odrazné povrchy, které interagují s rozptýleným vlněním, např. vodní plochy, hladký terén, vrcholky střech, stěny budov, atd., rádiové vlny se odražené od těchto povrchů mohou dorazit buď ve fázi nebo mimo fázi se signály, které se šíří přímo k přijímači. To někdy vede k protiintuitivnímu zjištění, že se snížením výšky antény zlepší odstup užitečného signálu od šumu v přijímači.
I když se rádiové vlny obecně pohybují téměř přímočaře, mlha a dokonce i vlhkost mohou způsobit, že se část signálů určité frekvence rozptýlí nebo se ohne před dosažením přijímače. To znamená, že objekty které jsou mimo přímou viditelnost mohou stále potenciálně překážet části signálu. Aby maximalizovala síla signálu, potřebujeme minimalizovat vliv překážek jejich odstraněním jak z přímé viditelnosti (VF LoS), tak z oblasti kolem ní uvnitř primární Fresnelovy zóny. Nejsilnější signály jsou na přímé trase mezi vysílačem a přijímačem a vždy leží v první Fresnelově zóně.
Metodu pro výpočet Fresnelových zón, která umožňuje posoudit, zda signál odražený od určité překážky bude spíše soufázový nebo protifázový, vytvořil francouzský vědec Augustin-Jean Fresnel na začátku 19. století.

## Výpočet odstupu

Fresnelova zóna: D je vzdálenost mezi vysílačem a přijímačem; r je poloměr první Fresnelovy zóny (n=1) v bodě P. vzdálenost bodu P od vysílače je d1, vzdálenost bodu P od přijímače je d2.

Koncept udržování první Fresnelovy zóny volné může být použit pro analýzu interferencí překážkami blízko trajektorie rádiového paprsku. První zóna by měla být z větší části bez překážek, aby se zabránilo výpadkům rádiového příjmu. Určité překážky ve Fresnelových zónách však mohou být tolerovány. Přibližné pravidlo je, že maximální povolené překážky jsou 40 %, ale doporučené překážky jsou 20 % nebo méně.
Pro výpočet Fresnelových zón nejdříve určíme trajektorii přímé rádiové vlny (anglicky RF line of sight, VF LoS), kterou je v nejjednodušším případě úsečka mezi vysílací a přijímací anténou. Zónu obklopující tuto VF LoS nazýváme Fresnelovou zónou.
Poloměr každé Fresnelovy zóny je nevětší uprostřed VF LoS, a ve vrcholech elipsoidu za oběma anténami se zmenšuje na bod.

### Formulace
Uvažujme libovolný bod P na LoS vzdálený {\displaystyle d_{1}} a {\displaystyle d_{2}} od obou antén.
Pro získání poloměru {\displaystyle r_{n}} {\displaystyle n}-té zóny je třeba si všimnout, že zóna je ohraničena body, pro které je rozdíl vzdálenosti mezi přímou ({\displaystyle D=d_{1}+d_{2}}) a odraženou vlnou ({\displaystyle {\overline {AP}}+{\overline {PB}}}) konstanta {\displaystyle n{\frac {\lambda }{2}}} (násobek poloviny vlnové délky). Takto je efektivně definován elipsoid s hlavní osou podél {\displaystyle {\overline {AB}}} a ohnisky v anténách (body A a B). Tedy:
{\displaystyle {\overline {AP}}+{\overline {PB}}-D=n{\frac {\lambda }{2}}}
Přepsáním výrazu se souřadnicemi bodu {\displaystyle P} a vzdálenosti mezi anténami {\displaystyle D}, dostáváme:
{\displaystyle {\sqrt {d_{1}^{2}+r_{n}^{2}}}+{\sqrt {d_{2}^{2}+r_{n}^{2}}}-(d_{1}+d_{2})=n{\frac {\lambda }{2}}}
{\displaystyle d_{1}\left({\sqrt {1+r_{n}^{2}/d_{1}^{2}}}-1\right)+d_{2}\left({\sqrt {1+r_{n}^{2}/d_{2}^{2}}}-1\right)=n{\frac {\lambda }{2}}}
Za předpokladu, že vzdálenost mezi libovolnou z antén a bodem {\displaystyle P} je mnohem větší než poloměr, lze použít binomickou aproximaci druhé odmocniny {\displaystyle {\sqrt {1+x}}\approx 1+x/2} (pro x≪1) a zjednodušit výraz na tvar:
{\displaystyle {\frac {r_{n}^{2}}{2}}\left({\frac {1}{d_{1}}}+{\frac {1}{d_{2}}}\right)\approx n{\frac {\lambda }{2}}}
ze kterého lze vypočítat {\displaystyle r_{n}}: 
{\displaystyle r_{n}\approx {\sqrt {n{\frac {d_{1}\ d_{2}}{D}}\lambda }},\quad d_{1},d_{2}\gg n\lambda ,}
Pro spojení mezi satelitem Země a Zemí lze vzorec dále zjednodušit na:
{\displaystyle r_{n}\approx {\sqrt {nd_{1}\lambda }},\quad d_{1}\gg n\lambda ,\quad d_{2}\approx D}
| Rozšířený obsah |
| --- |
| Pro {\displaystyle d_{1}=0} nebo {\displaystyle d_{2}=0} dává vzorec {\displaystyle r_{n}=0}, což by znamenalo, že ohniska jsou shodná s vrcholy elipsoidu. To není pravda a je to důsledek použití aproximace. Umístěním bodu {\displaystyle P} do jednoho z vrcholů (za anténou) lze získat chybu {\displaystyle \varepsilon } této aproximace: {\displaystyle \varepsilon +\left(\varepsilon +D\right)-D=n{\frac {\lambda }{2}}\implies \varepsilon =n{\frac {\lambda }{4}}} Protože vzdálenost mezi anténami je obecně desítky km a {\displaystyle \lambda } řádově cm, chyba grafické reprezentace je zanedbatelná. Na druhou stranu pokud uvažujeme volný prostor u levé antény s {\displaystyle d_{1}=0,d_{2}=D}, a použijeme binomickou aproximaci pouze pro pravou anténu, dostáváme: {\displaystyle \left({\sqrt {d_{1}^{2}+r_{n}^{2}}}-d_{1}\right)+0.5r_{n}^{2}/d_{2}=0.5n\lambda } {\displaystyle r_{n}+0.5r_{n}^{2}/D=0.5n\lambda } Kořeny kvadratického polynomu jsou: {\displaystyle r_{n}=D\left(-1\pm {\sqrt {1+n\lambda /D}}\right)} Dalším použitím binomické aproximace dostáváme: {\displaystyle r_{n}=0.5n\lambda ,\quad d_{1}=0} Což znamená, že kolem antény musí být ve směru kolmém na směr k druhé anténě volný prostor o velikosti alespoň poloviny vlnové délky. Volný prostor ve svislém směru od antény v šikmém směru nakloněné o výškový úhel a je: {\displaystyle v_{n}=r_{n}\sec(a).} |

### Maximální poloměr
Pro praktické aplikace je často užitečné znát maximální poloměr první Fresnelovy zóny. Dosazení {\displaystyle n=1}, {\displaystyle d_{1}=d_{2}=D/2} a {\displaystyle \lambda =c/f} do výše uvedeného vzorce dává
{\displaystyle F_{1}={1 \over 2}{\sqrt {\lambda D}}={1 \over 2}{\sqrt {cD \over f}},}
kde
{\displaystyle D} je vzdálenost mezi anténami,
{\displaystyle f} je frekvence přenášeného signálu,
{\displaystyle c} ≈ 2,997×108 m/s je rychlost světla ve vzduchu.
Dosazením numerické hodnoty rychlosti světla {\displaystyle c} a převodem na nejčastěji používané jednotky dostáváme jednoduchý vzorec pro výpočet maximálního poloměru první Fresnelovy zóny {\displaystyle F_{1}} ze známé vzdálenosti mezi anténami {\displaystyle D} a frekvence přenášeného signálu {\displaystyle f}:
- {\displaystyle F_{1}\mathrm {[m]} =8.656{\sqrt {D\mathrm {[km]}  \over f\mathrm {[GHz]} }}}